# Lopča
Il Lopča (in russo Лопча?) è un fiume della Russia siberiana orientale, affluente di sinistra della Njukža. Scorre nel Tungiro-Olëkminskij rajon del Territorio della Transbajkalia e nel Tyndinskij rajon dell'Oblast' dell'Amur.

## Descrizione
Il fiume ha origine alle pendici sud-orientali dei monti Olëkminskij Stanovik (nella Transbajkalia), per la maggior parte del suo corso attraversa il territorio dell'oblast' dell'Amur scorrendo in direzione nord-orientale. Sfocia nella Njukža a 200 chilometri dalla sua foce. La lunghezza del fiume è di 243 km, l'area del suo bacino è di 3 980 km².
Non ci sono insediamenti sul fiume. Il villaggio omonimo, nel distretto Tyndinskij, si trova sulla riva destra del fiume Njukža, di fronte alla foce del Lopča.